# Жижин
Жижин (пол. Żyrzyn) — село в Польщі, у гміні Жижин Пулавського повіту Люблінського воєводства.
Населення — 1543 особи (2011).

## Демографія
Демографічна структура станом на 31 березня 2011 року:
|          | Загалом | Допрацездатний вік | Працездатний вік | Постпрацездатний вік |
| -------- | ------- | ------------------ | ---------------- | -------------------- |
| Чоловіки | 765     | 179                | 498              | 88                   |
| Жінки    | 778     | 156                | 453              | 169                  |
| Разом    | 1543    | 335                | 951              | 257                  |